# 森可澄
森 可澄（もり よしずみ、天正13年（1585年） - 寛永15年5月14日（1638年6月25日）））は、安土桃山時代の武将、江戸時代の旗本。左兵衛、筑後守。森可政の次男。正室は名古屋山三郎の娘。子に森可久、森三信。

## 概要
天正13年（1585年）に豊臣秀吉傘下の黄母衣衆の一人、森可政の次男として誕生。
文禄4年（1595年）、11歳になると父可政の意向で徳川家康に小姓として仕える。慶長5年（1600年）の関ヶ原の戦いには徳川家に鞍替した父可政と共に有馬則頼の部隊に入り本戦に参加。慶長8年（1603年）には正式に旗本として徳川家から大和国に1000石の領地を賜っている。また、この時から筑後守を名乗るようになった。
慶長17年（1612年）に可政が美作国津山藩主森忠政の招きで美作に下向することになった際には可政の旗本時代の所領2360石の内、500石を受け継ぎ都合1500石の旗本となった。慶長19年（1614年）から慶長20年（1615年）にかけて起きた大坂の陣では冬・夏両方に幕府軍として参加している。元和3年（1617年）には幕府より采地の朱印状を拝領した。
寛永15年5月14日（1638年6月25日）没。享年54。遺体は江戸の牛込松源寺に葬られた。法名は「正體院殿前筑州大守全心金剛居士」。
跡は長男の可久が継いだ。可澄の子孫は代々「森左兵衛」を称し旗本として明治維新まで存続している。

## 系譜
- 父：森可政
- 母：不詳
- 正室：名古屋山三郎の娘
- 生母不明の子女
  - 男子：森可久
  - 次男：森三信（森可春の養子）

## 参考資料
- 東京大学史料編纂所「森可政系図伝」